# Thaumetopoea judea
Thaumetopoea judea är en fjärilsart som beskrevs av Bang-haas. Thaumetopoea judea ingår i släktet Thaumetopoea och familjen tandspinnare. Inga underarter finns listade i Catalogue of Life.